# Instituto Profesional de Santiago
El Instituto Profesional de Santiago fue un organismo de educación superior en Chile que existió entre el 3 de marzo de 1981 y el 30 de agosto de 1993. Fue creado durante el gobierno de Augusto Pinochet en el marco de las reformas universitarias de la constitución de 1980.

## Historia
El IPS fue creado según el DFL 8 del Ministerio de Educación Pública. De acuerdo a su creación, el IPS es una "institución de Educación Superior del Estado, independiente, autónoma, con personalidad jurídica propia."
En su artículo segundo indica: "Para todos los efectos legales, el Instituto Profesional de Santiago, será el sucesor y continuador legal de la Academia de Estudios Tecnológicos de la Universidad de Chile en la ciudad de Santiago, incluso en todos los Convenios o Contratos que dicha entidad o la Universidad hubiese celebrado a su respecto."
En 1982 comienza a regir su estatuto.

## Vida estudiantil
Durante los años 80 y principios de los 90, se caracterizó por recibir estudiantes mediante la Prueba de Aptitud Académica.
Contingencia Política
Sus estudiantes se mostraron abiertamente en contra del régimen dictatorial en manifestaciones estudiantiles, especialmente durante el plebiscito de 1988.
El día martes 20 de mayo de 1986 resultó asesinado el estudiante de Auditoría del IPS, Ronald Wood.

## Transformación en Universidad
El 30 de agosto de 1993 fue publicada la ley que crea la Universidad Tecnológica Metropolitana, y en su artículo tercero indica: "Para todos los efectos legales, la Universidad Tecnológica Metropolitana será la sucesora y la continuadora legal del Instituto Profesional de Santiago, tanto en el dominio de todos sus bienes como en los derechos y obligaciones derivados de todo tipo de acto o contrato que dicho Instituto hubiese ejecutado o celebrado.", siendo esta casa de estudios su sucesora legal.